# Georges Gilkinet
Georges Gilkinet (Namen, 25 januari 1971) is een Belgisch politicus voor Ecolo.

## Levensloop
Gilkinet behaalde in 1993 het diploma van licentiaat in de sociale communicatie, optie journalistiek aan het IHECS in Brussel. Hij werkte van 1990 tot 2005 als freelance journalist voor de regionale tv-zender Canal C, waar hij sportreportages verzorgde.
Hij was als animator en opleider van animatoren actief in de jeugdsector en was van 1995 tot 2001 algemeen secretaris van de Franstalige Coördinatie van Jeugdverenigingen. Hij was ook actief betrokken bij de Franstalige Jeugdraad CJEF en richtte mee CESSOC op, een organisatie voor werkgevers in de sociaal-culturele sector. In 2001 zette Gilkinet zijn eerste stappen in de politiek en werd hij tot 2004 medewerker op het kabinet van Jean-Marc Nollet, toenmalig minister van Jeugd in de Franse Gemeenschapsregering. Hij werkte er mee het decreet over huiswerkbegeleiding uit en was betrokken bij het opzetten van een actie om lagereschoolkinderen in contact te brengen met de pers. Vervolgens was Gilkinet van 2004 tot 2007 politiek raadgever voor Ecolo in de Kamer van volksvertegenwoordigers.
In 2007 werd Gilkinet zelf voor het eerst verkozen tot lid van de Kamer van volksvertegenwoordigers voor de kieskring Namen. Hij was er tot 2009 actief in de commissie Sociale Zaken en de commissie Binnenlandse Zaken, Algemene Zaken en Openbaar Ambt. Daarna trad hij toe tot de Kamercommissie Financiën en Begroting, waarvan hij van 2012 tot 2014 voorzitter was. Als Kamerlid specialiseerde hij zich in de strijd tegen fiscale fraude en financiële criminaliteit en was hij een actief lid van verschillende bijzondere commissies of onderzoekscommissies, zoals de bijzondere commissie naar de omstandigheden van de ontmanteling van de Dexia-groep (2011-2012) en de bijzondere commissies naar de betrokkenheid van Belgen bij de Panama Papers (2017). Van 2007 tot 2010 zetelde hij tevens in de Raadgevende Interparlementaire Beneluxraad.
In 2017-2018 speelde Gilkinet als ondervoorzitter een belangrijke rol in de onderzoekscommissie naar het corruptieschandaal Kazachgate. Een van de betrokkenen in deze zaak, zakenman Patoch Sjodijev, ondernam juridische stappen tegen hem naar aanleiding van een aantal uitspraken die hij in de pers had gedaan. In dezelfde periode werd slachtoffer van hacking, waarbij in de richting van het beladen dossier werd gekeken.
In 2019 verklaarde de rechtbank van eerste aanleg van Namen de door Sjodijev tegen Gilkinet ingediende klacht niet ontvankelijk wegens diens statuut van parlementslid. De zakenman tekende beroep aan tegen de beslissing. Op 28 januari 2021 oordeelde het Hof van Beroep in Luik Georges Gilkinet schuldig aan het uitspreken van laster. Op 24 november 2022 bevestigde het Hof van Cassatie de gronden van de gerechtelijke veroordeling van Georges Gilkinet en gaf Patoch Sjodijev op die manier gelijk.
In november 2018 volgde Gilkinet Jean-Marc Nollet op als voorzitter van de Ecolo/Groen-fractie in de Kamer, een functie die hij afwisselend uitoefende met Kristof Calvo. Hij bleef fractieleider tot in oktober 2020.
Vanaf oktober 2020 was Gilkinet vicepremier en minister van Mobiliteit en NMBS in de regering-De Croo. Hij werd niet opnieuw verkozen bij de Kamerverkiezingen van juni 2024. Bij het installeren van de regering-De Wever op 3 februari 2025 eindigde zijn ministerschap.
Op lokaal politiek niveau was Gilkinet van december 2012 tot oktober 2020 gemeenteraadslid en voorzitter van de gemeenteraad in Assesse. Na de lokale verkiezingen van oktober 2024 werd hij opnieuw gemeenteraadslid. Tevens werd Gilkinet benoemd tot ridder in de Leopoldsorde.

## Onderscheiding
- Ridder in de Leopoldsorde